# Jeannettina svatba
Jeannettina svatba (ve francouzském originále Les Noces de Jeannette) je jednoaktová komická opera (opéra comique) francouzského skladatele Victora Massého na libreto Julese Paula Barbiera a Michela Forentina Carrého. Měla premiéru 4. února 1853 v pařížském divadle Théâtre de l'Opéra-Comique (Salle Favart 2) a stala se nejznámějším a nejoblíbenějším Massého dílem.

## Vznik a historie díla
Po relativním úspěchu Zpěvačky se závojem (1850) a úspěchu Galatey (1852) se třetí dílo, které Massé uvedl na jevišti Opéry-Comique (a druhé, na kterém se podílela dvojice libretistů Barbier — Carré), stalo triumfem, který již žádné jeho pozdější dílo nepřekonalo. Významný podíl na úspěchu měla představitelka hlavní role Marie-Carolina Félixová, uměleckým jménem Miolan Carvalho (1827-1895). Jejímu hlasu byla role Jeannetty přizpůsobena a zejména tzv. „slavičí árie“ (Au bord du chemin), ve kterém soprán zapřádá dialog s flétnou napodobující zpěv slavíka, dala vyniknout jejímu hlasu (pro méně výkonné pěvkyně napsal Massé alternativní árii Il est au village).
V samotné Opéra-Comique se hrálo na 1500krát (1000. představení 10. června 1895, poslední nastudování bylo roku 1960). Často bylo uváděno rovněž v německé (Jeannettes Hochzeit) a anglické (The Marriage of Jeannette) verzi. Zejména malá nebo amatérská divadla měla a stále mají tuto aktovku v oblibě díky malým nárokům (pouhé dvě zpěvní role – ačkoli zejména role Jeannette je pěvecky náročná –, jednoduchý dekor jediné venkovské místnosti). „Slavičí árie“ a rovněž árie o jehle (Cours, mon aiguille) se staly také bravurními čísly, které tvořívají součást recitálů koloraturních sopranistek.

## Osoby a první obsazení
| osoba                      | hlasový obor       | premiéra (4.2.1853)                    |
| -------------------------- | ------------------ | -------------------------------------- |
| Jeannette                  | soprán             | Marie-Carolina Félix (Miolan-Carvalho) |
| Jean                       | tenor              | Joseph-Antoine-Charles Couderc         |
| Thomas                     | mluvená role (bas) | Louis Palianti                         |
| Petříček (le Petit-Pierre) | mluvená role       | Bégat                                  |
| Vesničané                  |                    |                                        |

## Děj opery
(Světnice v Jeanově chalupě, venkovsky zařízená) Po předehře vbíhá do místnosti Jean, v obleku ženicha včetně kytice na klopě. Jen málo zbývalo a byl by teď ženat. Z jeho první árie (Enfin, me voilà seul, et me voilà chez moi!) se dozvídáme základ příběhu: Jean se zamiloval do Jeannetty a už byla vystrojena svatba. Ale teprve když viděl před sebou starostu a všechny svatebčany a slyšel svatební zvony, uvědomil si, že ztrácí navždy mládeneckou volnost – a než to, nechal nevěstu nevěstou a prchnul. Kamarád Thomas Jeanovi oknem gratuluje ke znovunabyté svobodě: v hospodě už na něho čeká veselá společnost včetně Margot, Rose, Jacqueline, Franchette...
Přichází ale Jeannette v úboru nevěsty. Jean se obává scény, ale Jeannette působí klidně a přeje si jen vědět, proč Jean ze svatby uprchl. Jean se neobratně pokouší vysvětlit své důvody. Jeannette mu sice vyčítá společenskou nepřístojnost jeho jednání, ale osobně si ze zmařené svatby zdá se moc nedělá - za jednoho ztraceného tucet nových, jak ostatně sama říkala svému otci, když se na Jeana chystal s flintou... Jean je rád, že jeho bývalá nevěsta bere událost tak střízlivě, a spěchá za kamarády.
Ovšem Jeannette je ve skutečnosti zdrcena, jak ihned po Jeanově odchodu dává najevo v romanci Parmi tant d'amoureux empressés à me plaire. Ale když ho slyší vracet se v rozjařené náladě s kamarády, kteří se jí zdají vysmívat (sbor Oh! oh! Margot, lève ton sabot), změní se Jeannettina sklíčenost v hněv (C'est moi qu'on raille). Vítá ovíněného Jeana v duetu v tónu zcela odlišném od jejich prvního setkání (Halte là, s'il vous plaît!). Náhlá neústupnost a hrozba ozbrojeným málemtchánem Jeana vystraší, takže je ochoten udělat cokoli. Jeannette mu předloží jejich svatební smlouvu: ať ji Jean podepíše, zatímco ona ne. Tak alespoň může opuštěná nevěsta před vesnickou veřejností ubránit svou čest a tvrdit, že to ona sňatek odmítla. Jean na to přistoupí (ansámbl La paix est faite).
Jeannette je teď na vážkách: má využít situace k pomstě, anebo... nakonec ale sama smlouvu podepíše a rychle ji po Petříčkovi posílá starostovi. Jeana pak seznámí s novou situací: nyní jsou právoplatní manželé. Jean je přirozeně rozhořčen a slibuje Jeannettě v manželství peklo, totiž práci na poli a nocleh a jídlo ve stáji (kuplety Ah! vous ne savez pas, ma chère). Svá slova dotvrzuje opileckým řáděním (rozbíjením nábytku a roztrháním svatebního obleku), načež se jde vyspat.
Jeannette však myslí, že Jean má v podstatě dobré srdce a že není všechno ztraceno. Nejprve opraví ženichův oděv (přičemž si zazpívá árii Cours, mon aiguille, dans la laine). Namísto starého rozbitého nábytku si nechá donést kusy z vlastní výbavy a jde chystat oběd.
Jean se probudí a nevěří svým očím. Vše v jeho světnici je čisté a nové, u stolu je prostřeno a Jeannettin nádherný zpěv (árie A bord du chemin, "slavičí árie") provází vůně Jeanova oblíbeného jídla, omelety na sádle. Je prostřeno jen pro jednu osobu (mladá paní má přece obědvat ve stáji...), ale Jean dochází k přesvědčení, že manželství je vlastně velmi dobrá věc, včetně společného stolování (duo Allons! je veux qu'on s'assoie). A tak když přijde kamarád Thomas vysvětlit, že smlouva není dosud platná, dokud ji nepodepíše starosta, který se hodlá přesvědčit o dobrovolném souhlasu snoubenců, Jean už nemá v úmyslu couvnout. Což sbor vesničanů i protagonisté potvrzují ve finále (Eh! pardi! nous savions bien).

## Nahrávky
Existují prozatím čtyři nahrávky, všechny jen neúplné.
- 1921, zpívají (Jeannette) Ninon Vallin, (Jean) Jean Ponzio, Orchestre du Théâtre National de l'Opéra Comique diriguje Laurent Mallet (2 LP resp. 1 CD, Bourg-Record 4004/5)
- 1960, zpívají (Jeannette) Liliane Berton, (Jean) Michel Dens, Orchestre du Théâtre National de l'Opéra Comique diriguje Pierre Cruchon (1 LP resp. 1 CD, Pathé Marconi/EMI C 051-12126)
- 1962, zpívají (Jeannette) Michèle Claverie, (Jean) Claude Calès, diriguje Richard Blareau (1 LP, RCA 44 0007)
- 1969 (CD 1995), zpívají (Jeannette) Renée Doria, (Jean) Lucien Huberty, Orchestre de l'Association des Concerts Pasdeloup diriguje Jean Allain (Pléiade P. 3074)

Vedle toho existují nahrávky samostatných čísel, zejména „slavičí árie“ Jeannetty. Nahrály ji mj. Joan Sutherlandová, Mady Mespléová, Sumi Jo nebo Ellen Beach Yawová.